# Nyssodrysina scutellata
Nyssodrysina scutellata là một loài bọ cánh cứng trong họ Cerambycidae.